# Joel Castro Pereira
Joel Dinis Castro Pereira ([ʒo.ˈɛw d͡ʒi.ˈnis ˈkaʃ.tɾu pɨ.ˈɾej.ɾɐ] sinh ngày 28 tháng 6 năm 1996) là một cầu thủ bóng đá chuyên nghiệp chơi ở vị trí thủ môn cho câu lạc bộ RKC Waalwijk tại Eredivisie.

## Đầu đời
Sinh ra ở Boudevilliers, tại bang Neuchâtel của Thụy Sĩ, Pereira lớn lên ở Le Locle và bắt đầu sự nghiệp trong đội trẻ của câu lạc bộ địa phương FC Le Locle, trước khi gia nhập Neuchâtel Xamax lúc 13.

## Câu lạc bộ sự nghiệp

### Manchester United
Pereira ký hợp đồng với Manchester United vào năm 2012. Anh ấy là một phần của đội đã giành được danh hiệu Liên đoàn Phát triển U21 2014, và gia hạn hợp đồng vào ngày 13 tháng 8 năm 2015.

### 2015–16: Cho mượn đến Rochdale
Vào ngày 17 tháng 10 năm 2015, anh được cho mượn ở Rochdale trong Football League One trong một tháng. Cuối ngày hôm đó, anh ta có cuộc gọi cao cấp đầu tiên, vẫn là người thay thế không sử dụng khi đội rút 0 0 về 0 cho Bury. Vào ngày 10 tháng 11 năm 2015, anh ra mắt trong trận thua 1 bóng đá trước Morecambe tại Spotland, trong trận tứ kết Giải bóng đá Cúp Liên đoàn. Người quản lý Keith Hill đã ca ngợi hiệu suất của thủ môn sau khi anh ấy được gọi là người đàn ông của trận đấu và lưu một cú đá phạt. Vào ngày 19 tháng 11 năm 2015, anh gia hạn khoản vay cho đến ngày 3 tháng 1 năm 2016. Hai ngày sau, Pereira ra mắt Football League, trong chiến thắng 2 trận 0 trên sân khách trước Doncaster Rovers. Anh ấy có tổng cộng tám lần ra sân cho Rochdale, sáu trong giải đấu.
Vào ngày 25 tháng 2 năm 2016, anh có cuộc gọi đầu tiên tới một trận đấu cao cấp của Manchester United, ngồi trên băng ghế dự bị để giành chiến thắng trên sân nhà 5 trận1 trước FC Midtjylland trong trận lượt về thứ hai của UEFA Europa League.

### 2016–17: Cho mượn Belenenses và ra mắt Premier League
Vào ngày 31 tháng 8 năm 2016, anh gia nhập câu lạc bộ Primeira Liga Belenenses theo dạng cho mượn. Thời gian cho mượn của anh ấy kết thúc vào ngày 5 tháng 1 năm 2017, do thủ môn lựa chọn thứ ba của Manchester United, Sam Johnstone gia nhập Aston Villa theo dạng cho mượn. Pereira có trận ra mắt Manchester United vào ngày 29 tháng 1 năm 2017, trong trận đấu ở vòng bốn FA Cup với Wigan Athletic, diễn ra như một sự thay thế phút thứ 80 cho Sergio Romero. Vào ngày 21 tháng 5 năm 2017, anh bắt đầu lần đầu tiên tại Premier League, chống lại Crystal Palace tại Old Trafford.

### 2017–18: Hợp đồng mới

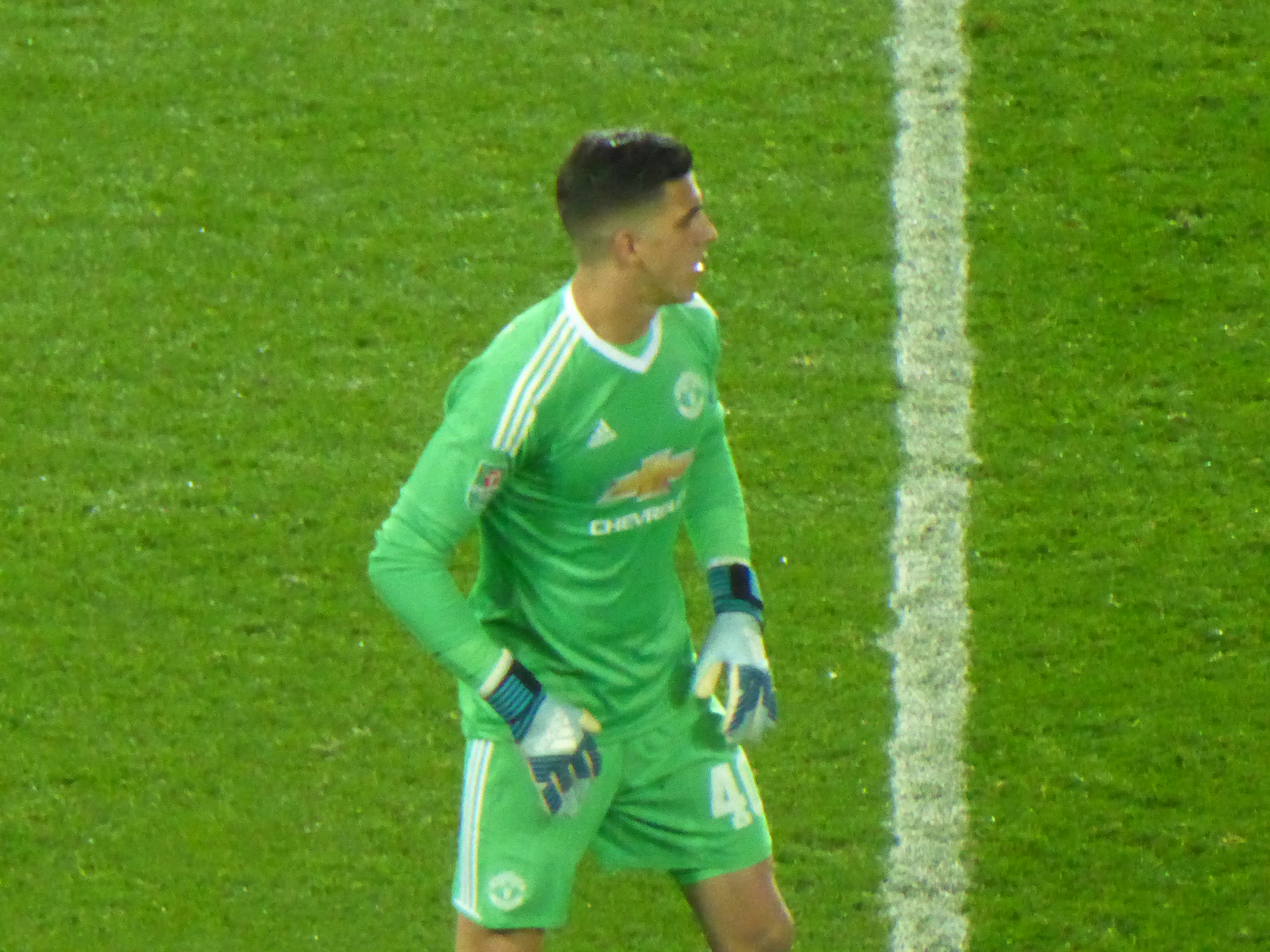
Pereira chơi cho United trong trận đấu Cúp Liên đoàn với Burton Albion năm 2017

Vào ngày 1 tháng 7 năm 2017, Pereira đã ký một hợp đồng bốn năm để ở lại Manchester United cho đến năm 2021. Vào ngày 20 tháng 9 năm 2017, anh xuất hiện từ ghế dự bị rồi vào sân trong trận Burton Albion tại EFL Cup và để thủng lưới bàn thắng vào phút cuối.

### 2018–19: Cho vay đối với Setúbal và Kortrijk
Vào ngày 2 tháng 8 năm 2018, anh đã tham gia Vitória de Setúbal theo dạng cho mượn cho mùa giải 2018. Sau khi xuất hiện 10 lần trong tất cả các cuộc thi, chính tả cho mượn của Pereira đã bị chấm dứt vào tháng 1 năm 2019 và anh trở lại Manchester United. Vào cuối tháng 1 năm 2019, anh ấy đã đi vay một lần nữa, lần này đến Bỉ với Kortrijk. Anh đã có năm lần ra sân cho câu lạc bộ trong vòng play-off Europa League.

### 2019–20: Cho vay trái tim
Pereira đã được cho mượn một lần nữa cho mùa giải 20192020, gia nhập câu lạc bộ giải Ngoại hạng Scotland Hearts vào ngày 13 tháng 8 năm 2019. Anh ra mắt ba ngày sau đó ở vòng hai Cúp Liên đoàn Scotland, chiến thắng 2 trận1 tại Motherwell. Vào ngày 25 tháng 8, anh chơi lần đầu tiên tại giải Ngoại hạng Scotland, thua 3 trận1 trước nhà đương kim vô địch Celtic.

## Sự nghiệp quốc tế
Vào tháng 7 năm 2016, Pereira đã được chọn vào đội tuyển Bồ Đào Nha cho Thế vận hội Olympic 2016. Anh ấy là người thay thế không được sử dụng trong cả bốn trận đấu của Bồ Đào Nha trong giải đấu. Vào tháng 5 năm 2017, anh được chọn vào đội hình dưới 21 tuổi của Bồ Đào Nha cho Giải vô địch U21 châu Âu 2017.

## Thống kê nghề nghiệp
Tính đến match played ngày 12 tháng 2 năm 2020
| Club                      | Season       | League               | League | League | National Cup | National Cup | League Cup | League Cup | Europe | Europe | Other | Other | Total | Total |
| Club                      | Season       | Division             | Apps   | Goals  | Apps         | Goals        | Apps       | Goals      | Apps   | Goals  | Apps  | Goals | Apps  | Goals |
| ------------------------- | ------------ | -------------------- | ------ | ------ | ------------ | ------------ | ---------- | ---------- | ------ | ------ | ----- | ----- | ----- | ----- |
| Manchester United         | 2015–16      | Premier League       | 0      | 0      | 0            | 0            | 0          | 0          | 0      | 0      | —     | —     | 0     | 0     |
| Manchester United         | 2016–17      | Premier League       | 1      | 0      | 1            | 0            | 0          | 0          | 0      | 0      | 0     | 0     | 2     | 0     |
| Manchester United         | 2017–18      | Premier League       | 0      | 0      | 0            | 0            | 1          | 0          | 0      | 0      | 0     | 0     | 1     | 0     |
| Manchester United         | 2018–19      | Premier League       | 0      | 0      | 0            | 0            | 0          | 0          | 0      | 0      | —     | —     | 0     | 0     |
| Manchester United         | 2019–20      | Premier League       | 0      | 0      | 0            | 0            | 0          | 0          | 0      | 0      | —     | —     | 0     | 0     |
| Manchester United         | Total        | Total                | 1      | 0      | 1            | 0            | 1          | 0          | 0      | 0      | 0     | 0     | 3     | 0     |
| Rochdale (loan)           | 2015–16      | League One           | 6      | 0      | 1            | 0            | 0          | 0          | —      | —      | 1     | 0     | 8     | 0     |
| Belenenses (loan)         | 2016–17      | Primeira Liga        | 8      | 0      | 1            | 0            | 1          | 0          | —      | —      | —     | —     | 10    | 0     |
| Vitória de Setúbal (loan) | 2018–19      | Primeira Liga        | 9      | 0      | 0            | 0            | 1          | 0          | —      | —      | —     | —     | 10    | 0     |
| Kortrijk (loan)           | 2018–19      | First Division A     | 0      | 0      | 0            | 0            | —          | —          | —      | —      | 5     | 0     | 5     | 0     |
| Hearts (loan)             | 2019–20      | Scottish Premiership | 20     | 0      | 2            | 0            | 3          | 0          | —      | —      | —     | —     | 25    | 0     |
| Career total              | Career total | Career total         | 44     | 0      | 5            | 0            | 6          | 0          | 0      | 0      | 6     | 0     | 61    | 0     |

1. ↑  Appearance in Football League Trophy
2. ↑  Appearances in Belgian First Division A Europa League playoffs